# Hogna kuyani
Hogna kuyani là một loài nhện trong họ Lycosidae.
Loài này thuộc chi Hogna. Hogna kuyani được Volker W miêu tả năm 2006. Framenau, Gotch & Austin.